# Dębiny (powiat przysuski)
Dębiny – wieś w Polsce położona w województwie mazowieckim, w powiecie przysuskim, w gminie Przysucha. Wieś ma status sołectwa
| SIMC    | Nazwa   | Rodzaj     |
| ------- | ------- | ---------- |
| 0632266 | Podłąki | przysiółek |
| 0632237 | Secin   | część wsi  |
| 0632272 | Zbróżki | przysiółek |

W latach 1975–1998 miejscowość należała administracyjnie do województwa radomskiego.
Do 30 czerwca 1994 w gminie Potworów.
Wierni Kościoła rzymskokatolickiego należą do parafii św. Wojciecha w Skrzyńsku.